# Dysphania minervaria
Dysphania minervaria là một loài bướm đêm trong họ Geometridae.